# Barlı
Barlı là một làng đô thị thuộc vùng Quba của Azerbaijan. Có dân số là 1,585 người.